# 藤立啓一
藤立 啓一（ふじたて けいいち、1938年12月29日 - 2002年6月17日）は、日本の医師、馬主。
大阪府大阪市旭区で藤仁会藤立病院を経営した傍ら、日本ボクシングコミッション（JBC）のコミッションドクターも務めた。

## 経歴
1938年、大阪市浪速区の魚問屋に生まれる。京都工芸繊維大学に進み、学業の傍らで家業を手伝っていたが、「医師になって欲しい」という父親の強い要望を容れて、3年次に大阪医科大学へ編入。大学卒業後は勤務医として過ごしたのち、1969年に診療所を開業した。1976年に「藤立病院」を創立、1980年からは医療法人化し「藤仁会藤立病院」となった。JBCのコミッションドクターに指定されてからは、関西地方で行われる世界戦などでの診察を担当した。また、1995年に発生した阪神・淡路大震災では兵庫県立御影高校の避難所で診察を行った。
2002年6月17日、悪性リンパ腫のため死去。63歳没。

## 馬主活動

藤立の勝負服

35歳の時に中央競馬の馬主資格を取得。勝負服の柄は桃、茶襷。冠名には、病院の法人名「藤仁会」に由来する「トウジン」、布施明の楽曲「シクラメンのかほり」にジョン・レノンの名前を掛け合わせた「シクレノン」を用いた。

## 主な所有馬

### グレード制重賞優勝馬
- ミスターシクレノン（1989年鳴尾記念 1992年ダイヤモンドステークス）
- シクレノンシェリフ（1993年毎日杯）
- ムッシュシェクル（1993年アルゼンチン共和国杯 1994年日経新春杯、阪神大賞典）

### その他の所有馬
- ダブルイーグル（1986年マーガレットステークス）
- ミスタートウジン（1991年武蔵野ステークス 1992年ガーネットステークス、平安ステークス[注 1]、中央競馬の最高齢出走記録保持）
- プリンセストウジン（1994年カーネーションカップ、ラジオたんぱ賞3着）
- トウジントルネード（1997年神戸新聞杯3着）